# Maybe I'm Amazed
Maybe I'm Amazed je píseň, již napsal Paul McCartney. Poprvé byla vydána 17. dubna 1970 na albu McCartney. Tento hit však nikdy nebyl uveden jako singl, i když stále zůstává jedním z jeho nejlepších. McCartney píseň věnoval své manželce Lindě, která mu nesmírně pomohla v těžkém období rozpadu skupiny The Beatles. Až v roce 1976 se fanoušci dočkali singlu z živého vystoupení McCartneyho skupiny Wings a vyhoupl se do top 10 ve Spojených státech.

## Historie
McCartney napsal píseň těsně před rozpadem The Beatles v roce 1969. Věnoval ji své manželce Lindě za to, že mu pomohla v těžkých chvílích. Je to jedna z pěti písní, kterou pro ni napsal. Další jsou "I Will", "Two of Us", "The Lovely Linda" a "My Love".
Živá nahrávka z roku 1976 z alba Wings over America byla vydána jako singl McCartneyho skupiny Wings 4. února 1977 a vyhoupla se do top10 v popové hitparádě Billboard ve Spojených státech.
Jako jeden z nejlepších lovesongů byl zařazen na 338. místě mezi 500 Nejlepšími písničkami všech dob složenými magazínem Rolling Stone v listopadu 2004.

## Cover Verze
Některé coververze jsou:
- The Faces živá verze z roku 1971, album Long Player, také studiová nahrávka vydaná jako singl.
- Petula Clark roku 1971, album Warm and Tender.
- Tom Scott roku 1982, album Desire.
- Elkie Brooks roku 1993, album Inspiration.
- Carleen Anderson roku 1998, album Blessed Burden.
- Jem roku 2004, Music from the OC: Mix 2.
- Joe Cocker roku 2004, album Heart and Soul.
- Neal Morse, Randy George a Mike Portnoy roku 2006, album Cover to Cover.
- A.J. Croce roku 2006, album Cantos.